# M14 (мина)

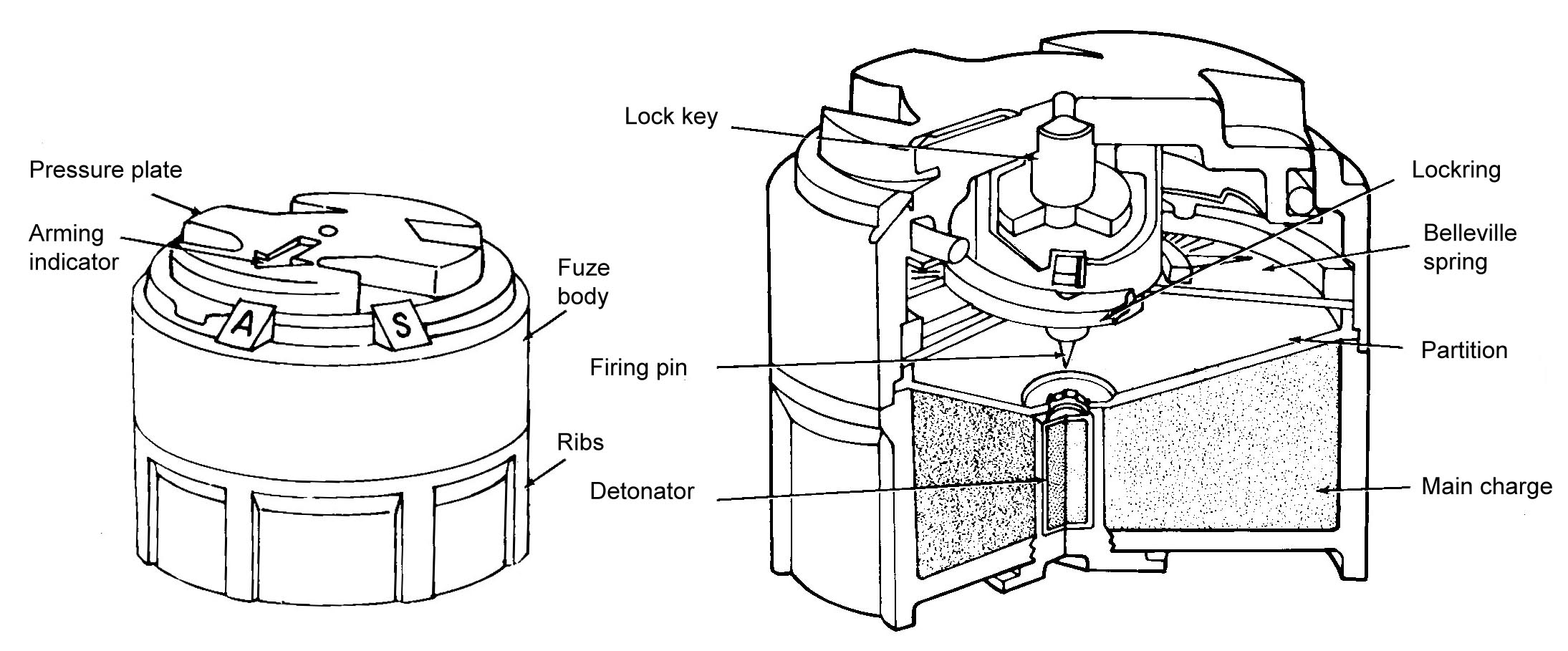
Строение мины M14.

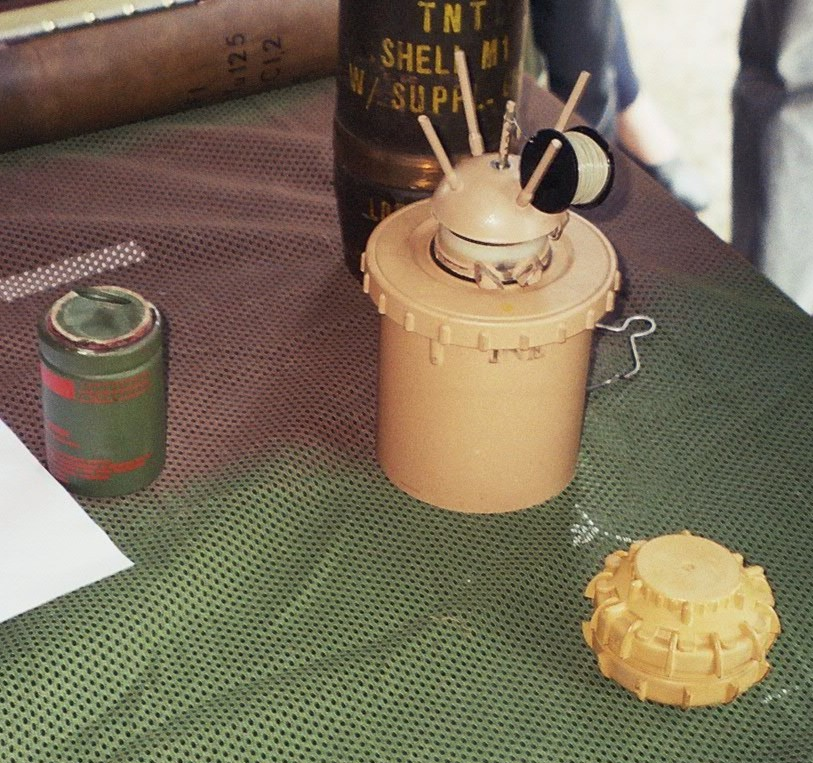
Слева направо: Противопехотные мины M14 (США), Valmara 69 (Италия), VS-50 (Италия)

M14  — противопехотная мина производства США.

## История
Первые образцы мины М14 поступили на испытания в войска США на Корейском полуострове в конце 1952 года, они использовались в последний период Корейской войны. Принята на вооружение в 1955 году, достаточно широко применялась американцами в войне во Вьетнаме с 1962 года. Армия США прекратила использование мин в 1974 году, тем не менее в складах остаются около 1,5 миллиона этих мин. Кроме того, собственное производство подобных мин по сей день осуществляют такие страны, как Индия и Вьетнам. Также нелицензированно M14 производится в Мьянме компанией Myanmar Defense Products Industries и используется местной армией.

## Характеристика
Мина M14 противопехотная фугасная нажимного действия. Устанавливаемая только вручную. Предназначена для выведения из строя личного состава противника. Поражение наносится за счет ранения нижней части ноги при соприкасании с нажимной крышкой мины, что приводит к её подрыву.
- Корпус: пластмасса[1].
- Масса: 127,6 грамм[1].
- Масса взрывчатого вещества (тетрил): 31 г[1].
- Диаметр: 55 мм[1].
- Высота: 40 мм[1].
- Диаметр датчика цели: 3,8 см.
- Чувствительность: 8—25 кг.
- Температурный диапазон применения: от −40 до +50 °C.